# 新奧里藏特 (聖卡塔琳娜州)

新奧里藏特（葡萄牙語：Novo Horizonte），是巴西的城鎮，位於該國南部，由聖卡塔琳娜州負責管轄，始建於1992年1月9日，面積152平方公里，海拔高度710米，2010年人口2,750，人口密度每平方公里18.13人。